# Pierre Heymans
Pierre Heymans, né en septembre 1935 à Bruxelles, est un peintre, poète et sculpteur belge. Il est le sixième des sept enfants de Philippe Heymans, savonnier, et de Lucienne Solé. De 1939 à 1946 la famille Heymans (orthographie officielle "Heijmans") vécut à Toronto au Canada. C'est toutefois à Bruxelles qu'il vécut la plus grande partie de sa vie avant d'émigrer au Brésil.

## Biographie
Très tôt Pierre Heymans montra un grand intérêt pour le dessin. Au sortir des études primaires il déclara vouloir être peintre. En plus des pages de cahiers couverts de dessins et de quelques œuvres peintes en autodidacte, dessinées, aquarellées ou faites au pastel ainsi que des copies d'oeuvres de maîtres qu'il admirait, il existe des photos de modelages et de peintures murales disparues et au moins une gravure à la pointe sèche faites avant qu’il n’ai terminé ses études d’humanité gréco-latines. Son père exigea qu’il obtienne d’abord un certificat d’études secondaires. C’est à l'Institut Saint-Boniface-Parnasse à Ixelles (Bruxelles) que Pierre Heymans fit des études gréco-latines. A 20 ans, avant même de se former chez un maître et dans différentes écoles d'Art, il fut reconnu digne de recevoir un prix et une médaille de bronze de la ville de Paris où il n’avait jamais mis les pieds. À cette occasion APOLLO Le journal des arts et des lettres écrit de lui (à l’époque il signait Pierrot) « jeune peintre, expressionniste, coloriste, remarquable par la plasticité de son graphique, s’exprime avec un tempérament d’artiste authentique. »
Parce qu'ayant exposé avec succès un peu partout dans le monde, et aussi parce qu'un certain nombre de ses œuvres furent reproduites dans des revues et des journaux locaux, nationaux et internationaux, plusieurs de ses créations furent imitées, plagiées, piratées, volées. À partir de 1957, il se forme dans l’atelier privé du peintre Michel Dutrieu. Il y rencontre sa première épouse, de qui il aura trois enfants. C’est à l’école normale Saint Thomas qu’il obtient le diplôme de régent en arts plastiques qui lui permettra, en tant qu'enseignant à mi-temps, de jouir d’un salaire fixe pendant trente ans. Parallèlement, il expose avec succès grandissant à Bruxelles, en province et à l’étranger et est honoré de plusieurs prix et distinctions. En 1966, lors d’une exposition de ses œuvres galerie Kirch Gasse à Zurich, il répond au journaliste qui l’interroge sur son attirance pour la peinture : « Je peins parce que les oiseaux chantent, les poisons nagent, les chiens aboient. Je suis heureux quand je peins. »
Après quelques succès comme sculpteur, il s’inscrit au cours de modelage à l’Académie de Bruxelles, exclusivement dans la classe du sculpteur Verhaeselt. Il terminera chaque année avec « grande distinction ». Ses œuvres furent acquises par le cabinet des estampes de Bruxelles, la province du Brabant, notamment les communes de Woluwe-Saint-Lambert, de Schaerbeek et de Martelange. Depuis 2001, il vit à Belo Horizonte, au Brésil, avec sa seconde épouse, Rosemary Dore. Il a été professeur invité à l'École des Beaux-Arts de l’Université fédérale de Minas Gerais (UFMG), offrent le cours de sculpture figurative et à la Faculté d'éducation, UFMG, en réalisant des conférences et initiant les étudiants de Pédagogie à l'appréciation des œuvres d'art. En outre, a toujours contribué à l'unité de l'esthétique et de l'éducation, dans le cadre de la Philosophie de L'éducation, Faculté d'éducation, UFMG. Son désir est d'être un jour en mesure d'exprimer dans sa peinture l'atmosphère de certaines villes du Brésil, comme il l'a fait avec Prague, Venise, Rome et sa bien-aimée Bruxelles. Son rêve est de faire donation d’une partie de son travail ainsi que d'autres artistes qui composent sa collection, peut-être à un musée dans quelle ville au Brésil, afin qu'elles puissent être appréciées par un public toujours plus large.

## Médias
Écrits en français, en néerlandais, en anglais, en allemand, en danois, en espagnol, en italien, en portugais, en arabe, en japonais, les textes publiés au sujet de l'art de Pierre Heymans sont nombreux. En voici quelques échantillons : « Peintre essentiellement figuratif, (...) il est aussi graveur et sculpteur. Ses sujets traditionnels sont empruntés au quotidien. Œuvres intimistes et paisibles, intérieurs feutrés ou paysages urbains avec de discrètes présences humaines : scènes de rue, monuments, mouvements de foule, enfants pris sur le vif dans leurs jeux, ou au cœur du foyer familial, adultes dans la rue, personnages typiques faisant partie du folklore. Fasciné par Bruxelles, il a croqué la vie de la capitale, ses habitants, ses sites et a publié plusieurs albums de croquis. C'est dans le paysage qu'il extériorise le mieux ses émotions, et son besoin d’évasion : le Canada, la Bretagne, les paysages d'Ardenne, les garigues provençales, les places pittoresques du Midi, (...) Il obtient le prix Poirier en 1989. »

### Au sujet du peintre
Jean-Pierre, dans son Dictionnaire des arts plastiques modernes et contemporains note de Heymans qu'« Il rend l’atmosphère en toute discrétion et en tout classicisme des moyens. Sans élever le ton, il trouve la fréquence qui convient pour un orage en Flandre, un rayon de soleil dans l’Ardenne humide ou une éclaircie dans un ciel marin plombé. Ses figures tiennent compte de la temporalité, saisies dans un instant précis. » Paul Caso, écrivain et critique d’art, rédige au journal Le Soir : « Ses toiles révèlent plus que des promesses : style dépouillé, raffinement de la palette, souci constant d’aller au-delà de l’image. »
À l’exposition de Pierre Heymans à la galerie Vyncke van Eyck à Gand, en 1975, Paul Eeckhout dit du vernissage : « Il y a dix ans j’avais surtout été attiré par la qualité et l’originalité de ses marines : couleurs tempérées, appliquées avec sûreté et par larges aplats, construction stylisée, composition repensée, reconstruite à l’atelier au départ d’une esquisse impressionniste peinte sur le motif. Aujourd’hui, comme il y a dix ans, il nous montre des marines, certaines aussi épurées que celle d’un Marquet, d’autres aussi lumineuses et nacrées qu’un Ensor. Mais il nous offre aussi des natures mortes très dépouillées, des paysages vraiment très vigoureux, (…) des intérieurs qui évoquent parfois ceux de nos peintres intimistes. ‘Ce qui frappe le plus chez Pierre Heymans’, écrivait l’an passé Paul Caso, c’est la qualité d’une certaine vision de l’existence fugace, mais aussi une chaleur humaine pour les scènes de la vie, pour une ombre qui passe, pour un enfant qui joue au soleil. ’ Pierre Heymans se révèle surtout aujourd’hui comme un excellent portraitiste, éminemment sensible, perspicace, tant comme le peintre que comme sculpteur. Et ce n’est pas son moindre mérite que d’aborder ce genre si ingrat et si difficile, si abandonné aujourd’hui, genre où il a acquis une maîtrise que doivent lui envier bien des confrères plus âgés.  Je voudrais faire miennes ces quelques lignes écrites il n’y a guère à son sujet par Stéphane Rey : ‘Il y a quelques années, je croyais en sa vocation. Aujourd’hui je crois en son talent. Il s’est véritablement affirmé et l’on peut dire qu’il fera carrière. ’ Et je terminerai par cette phrase glanée dans le livre d’or de ses expositions, inscrite par un visiteur de passage : ‘Des compliments ? Pourquoi ? Un artiste sincère vous réconcilie avec tant de choses. »

### Au sujet du dessinateur
Le Journal Candide rédige : « Que Pierre Heymans sache dessiner, qui en douterait après avoir feuilleté son recueil de croquis ? Nerveux, sensible, sobre, le trait intercepte la vie. Quelques ‘ lignes ’ tracées sur le papier suffisent pour surprendre et perpétuer un instant précieux. C’est précis, dépouillé, spontané. Ne vous y trompez pas il faut des années pour en arriver à cette maîtrise. » R. Patteson, dans le Journal Le Soir : « Un coup d’œil qui embrasse tout. Un trait de crayon qui transpose l’essentiel. »

### Au sujet du sculpteur
Paul Eeckhout a dit dans son speech d’introduction à l’exposition Pierre Heymans galerie Vyncke van Eyck, à Gand : « Parmi ses sculptures, nous avons particulièrement admiré son projet de fontaine composé de Vjeunes femmes assises. Sa conception évoque peut être celle des Agenouillés de George Minne, mais d’une composition moins statique, moins hiératique et qui vous entraîne dans une sorte de mouvement giratoire. Malgré ses dimensions réduites, elle dénote chez le sculpteur un sens inné de la monumentalité. »
« On le connaît moins bien assurément comme sculpteur puisque c’est la première fois qu’il expose les résultats de cette nouvelle discipline ou expression artistique. Pour une ‘première’ c’est un coup de maître. Mais rien d’étonnant à cela. Pierre Heymans est un artiste consciencieux, respectueux de l’art qu’il défend (fort bien) autant que du public qui y vient et veut trouver une source de joie intérieure, à l’égale de la musique ou de la lecture. »

## Œuvres
- Jean Philippe et François. Bruxelles : Marinx, 1965.
- Vue de Chassepierre, collection privée, 1971
- Bruxelles. Bruxelles: De Clerck, 1972.
- Ballet. Bruxelles: Roger Bulens. 1975.
- Bruxelles II. Bruxelles: De Clerck, 1982.
- Valerie et les oiseaux. Bruxelles: Auspert & Cie, 1984.
- Hors saison. Bruxelles: Auspert & Cie, 1993.
- Praha. Bruxelles: Auspert & Cie, 1999.
- (pt) [PDF] Arte uma linguagem natural
- (en) HEIJMANS, Pierre ; DORE, R. ; SUZUKI, Naoko. Journal of University Extension, v. 20, p. 57-69, 2011. Glimpses of Art in Basic Education: Some Lessons through Experiences in Brazil and in Europe.